# Saint-Sorlin
Saint-Sorlin ist eine Commune déléguée in der französischen Gemeinde Chabanière mit 577 Einwohnern (Stand: 1. Januar 2022) im Département Rhône in der Region Auvergne-Rhône-Alpes.
Mit Wirkung vom 1. Januar 2017 wurden die ehemaligen Gemeinden Saint-Didier-sous-Riverie, Saint-Maurice-sur-Dargoire und Saint-Sorlin zur Commune nouvelle Chabanière zusammengelegt. Sie hat seither den Status einer Commune déléguée. Die Gemeinde Saint-Didier-sous-Riverie war Teil des Arrondissements Lyon und des Kantons Mornant.

## Geografie
Nachbarorte von Saint-Sorlin sind Chaussan im Norden, Mornant im Osten, Saint-Didier-sous-Riverie im Süden, Sainte-Catherine im Südwesten und Saint-André-la-Côte im Westen.

## Bevölkerungsentwicklung
| Jahr      | 1962 | 1968 | 1975 | 1982 | 1990 | 1999 | 2013 |
| Einwohner | 225  | 202  | 188  | 313  | 532  | 687  | 580  |